# Sérapéum
« Temple de Sérapis » redirige ici.  Pour le monument de Pouzzoles, voir Temple de Sérapis (Pouzzoles).
Pour les articles homonymes, voir Sérapéum (homonymie).

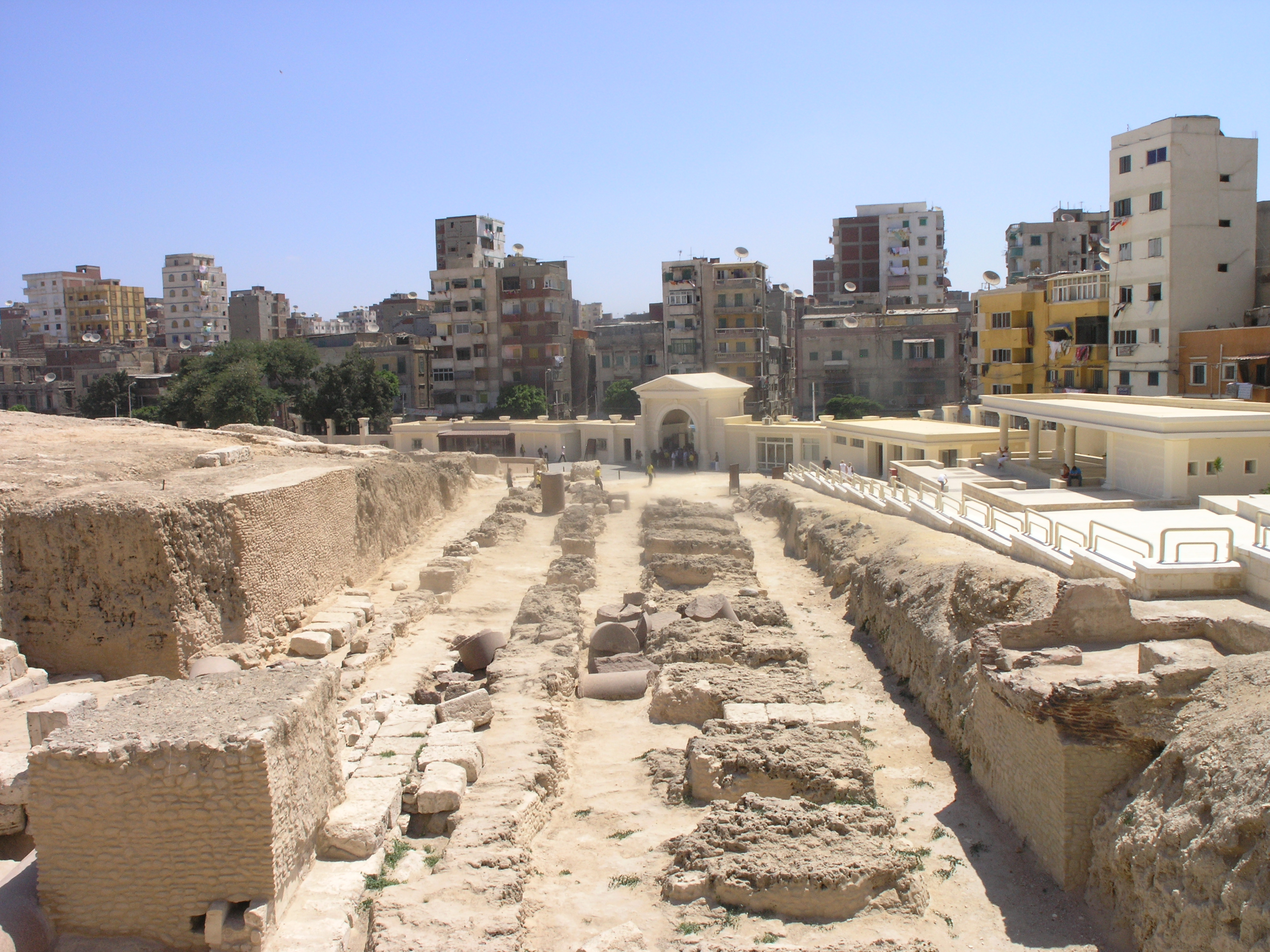
Les ruines du sérapéum d'Alexandrie.

Un sérapéum (ou sérapion, sérapéon) est, dans l'Antiquité gréco-romaine, un sanctuaire dédié à des divinités gréco-égyptiennes, et tout particulièrement à Sérapis, divinité syncrétique combinant des traits d'Hadès, du dieu-taureau Apis et d'Osiris.
Dans le cadre plus strict de l'égyptologie, un sérapéum est toutefois une nécropole souterraine où étaient ensevelis les taureaux sacrés du culte d'Apis.
Le monde méditerranéen antique comportait plusieurs de ces sanctuaires.

## Nom
Le terme latin serapeum est la forme latinisée du grec ancien σεραπεῖον (serapeîon).

## Exemples
- Égypte :
  - Sérapéum d'Alexandrie
  - Sérapéum de Canope
  - Sérapéum de Saqqarah

- Grèce :
  - Sérapéum C de Délos, comprenant notamment un temple des dieux égyptiens et un temple d'Isis (es)

- Italie :
  - Sérapéum du Regio III, Rome (nommé Isis et Sérapis en conséquence)
  - Sérapéum du temple d'Isis, Champ de Mars, Rome
  - Temple de Sérapis, Quirinal, Rome
  - Sérapéum de la villa d'Hadrien, Tivoli
  - Sérapéum d'Ostia Antica
  - Le macellum de Pouzzoles est appelé « temple de Sérapis » à la suite de la découverte d'une statue du dieu ; il s'agit cependant d'une place de marché et non d'un sanctuaire

- Tunisie :
  - Une inscription latine et d'autres trouvailles archéologiques tels que des statues, des bustes et d'autres objets, indiquent la présence d'un Sérapéum de l’époque romaine à Carthage, dédié aux divinités égyptiennes Isis et Sérapis[2],[3].

- Turquie :
  - Sérapéum, Éphèse, érigé près de la bibliothèque de Celsus ; converti en église chrétienne par la suite
  - Sérapéum, Milet, érigé près de l'agora
  - Basilique rouge, Pergame, probablement dédiée au culte de plusieurs dieux égyptiens, dont Sérapis ; converti par la suite en église chrétienne